# Tilly (België)
Tilly (Waals: Tiyî) is een plaats en deelgemeente van de gemeente Villers-la-Ville in de Belgische provincie Waals-Brabant. Tot 1 januari 1977 was het een zelfstandige gemeente. Eind 2010 telde Tilly 1707 inwoners.

## Bezienswaardigheden
- De Sint-Martinuskerk (Église Saint-Martin) is een bakstenen neoclassicistisch kerkgebouw van 1862.
- De Moulin de Gentissart, een watermolen op de Ri de Gentissart.

## Natuur en landschap
De hoogte aan de kerk is 151 meter.

## Demografische ontwikkeling
- Bronnen:NIS, Opm:1831 tot en met 1970=volkstellingen, 1976= inwonersaantal op 31 december

## Bezienswaardigheden
- Tumulus van Tilly, Gallo-Romeinse grafheuvel

## Vervoer
- Station Tilly

## Geboren
- Johan t'Serclaes van Tilly (1559-1632), generaal

## Nabijgelegen kernen
Villers-la-Ville (België), Mellery, Marbais, Marbisoux
Deelgemeenten: Marbais · Mellery · Sart-Dames-Avelines · Piraumont · Tilly

Overige dorpen en gehuchten: Gentissart · Heuval · Marbisoux · Piraumont · Rigenée · Strichon

Belgische gemeenten · Arrondissement Nijvel · Waals-Brabant · Wallonië